# James Borrego
James Borrego (12 de noviembre de 1977; Albuquerque, Nuevo México) es un entrenador de baloncesto estadounidense.

## Trayectoria deportiva

### Universidad
Jugó durante dos temporadas con los Toreros de la Universidad de San Diego, en las que promedió 0,9 puntos y 1,1 rebotes por partido.

### Entrenador

#### NCAA
Tras graduarse en San Diego, comenzó su carrera como entrenador ejerciendo de asistente en su propia universidad, donde conseguirían en 2003 ganar el campeonato de la West Coast Conference, clasificándose para el Torneo de la NCAA.

#### NBA
Tras dejar los Toreros, comenzó su andadura en el baloncesto profesional como coordinador de vídeo de los San Antonio Spurs en 2003, para posteriormente ser promocionado a entrenador asistente, permaneciendo en el equipo hasta 2010, y siendo partícipe de los campeonatos de 2005 y 2007.
En 2010 dejó los Spurs para convertirse en asistente de Monty Williams en los New Orleans Hornets, y dos años más tarde pasó a ser asistente de Jacque Vaughn en Orlando Magic, a quien sustituyó de forma interina como entrenador principal en febrero de 2015, consiguiendo 10 victorias en 30 partidos.
En la temporada 2015-16 regresó a los Spurs para ser asistente de Gregg Popovich.
El 10 de mayo de 2018, firma como entrenador principal de los Charlotte Hornets, un contrato de 4 años. De esta manera se convirtió en el primer entrenador latino de la historia de la NBA.
Tras cuatro temporadas en el equipo de Charlotte, y con récord de 138-163 (.458), el 22 de abril de 2022 se anuncia su destitución.
En junio de 2023 se une al cuerpo técnico de los New Orleans Pelicans como asistente.

## Estadísticas como entrenador
| Equipo    | Temp.   | P   | V   | D   | %V-D | Finalizó      | PP | VP | DP | %V-DP | Resultado   |
| --------- | ------- | --- | --- | --- | ---- | ------------- | -- | -- | -- | ----- | ----------- |
| Orlando   | 2014-15 | 30  | 10  | 20  | .333 | 5º en Sureste | —  | —  | —  | —     | No Playoffs |
| Charlotte | 2018-19 | 82  | 39  | 43  | .476 | 2º en Sureste | —  | —  | —  | —     | No Playoffs |
| Charlotte | 2019-20 | 65  | 23  | 42  | .354 | 4º en Sureste | —  | —  | —  | —     | No Playoffs |
| Charlotte | 2020-21 | 72  | 33  | 39  | .458 | 4º en Sureste | —  | —  | —  | —     | No Playoffs |
| Charlotte | 2021-22 | 82  | 43  | 39  | .524 | 4º en Sureste | —  | —  | —  | —     | No Playoffs |
| Total     | Total   | 331 | 148 | 183 | .447 |               | —  | —  | —  | —     |             |

## Vida personal
Junto con su esposa tienen una hija y dos hijos.